# The Legend of Zelda: Link's Awakening
The Legend of Zelda: Link's Awakening (ゼルダの伝説 夢をみる島?, Zeruda no Densetsu: Yume o Miru Shima) è il quarto videogioco della saga di Zelda, apparso su Game Boy nel 1993 e su Nintendo Switch e Nintendo Switch Lite nel 2019. Una seconda versione, questa volta a colori, uscì per il Game Boy Color nel 1998 col nome di The Legend of Zelda: Link's Awakening DX, che differiva dall'originale anche per la presenza di un dungeon aggiuntivo basato sui colori (assenti nella prima versione).
Nel Nintendo Direct del 13 febbraio 2019 è stata annunciata un'edizione rivisitata del gioco. Il remake è uscito per Nintendo Switch il 20 settembre 2019.

## Trama
Sconfitto Ganon in A Link to the past, Link si sente insicuro che altre persone come suo zio e il re possano perire definitivamente a seguito di un altro attacco da parte delle forze del male, così parte per un viaggio per allenarsi e migliorare le sue capacità di combattimento. Dopo un anno, Link fa ritorno a Hyrule via mare, ma una tempesta affonda la sua barca. Link si risveglia a Koholint, nella casa di Marin e suo padre Tarin, che lo hanno raccolto sulla spiaggia privo di sensi assieme al suo scudo. Recuperata la spada alla spiaggia, Link incontra Gufo, che gli spiega che è suo destino destare il Pesce Vento che dorme su un uovo in cima al monte di Koholint, ma per farlo gli serviranno gli otto Strumenti delle Sirene, protetti da una schiera di ombre nota come "Gli Incubi". Con l'aiuto di Gufo e altre creature (che non solo assomigliano alla fauna di Hyrule, ma anche del Regno dei Funghi e Dreamland), Link scopre che il sonno del Pesce Vento garantisce all'Isola di esistere, in quanto è il suo sogno che l'ha creato. Con in cuore la preoccupazione di quello che accadrà a Marin e gli altri abitanti, Link sconfigge gli Incubi e suona gli strumenti dall'uovo che si schiude, permettendo a Link di entrare. All'interno, Link incontra il capo degli Incubi: Incubo Mangia Sogni. Link lo sconfigge e il Pesce Vento si desta, rivelando che Gufo, altri non era che la sua coscienza reincarnata. Il Pesce Vento, quindi, riporta Link nel "mondo degli svegli", dalla costa Hyruleana, dove Link si risveglia sui relitti della sua zattera. Guardando verso il cielo, però, Link scorge una nuvola con la forma del Pesce Vento e un gabbiano che gli ricorda Marin.

## Modalità di gioco
Il gameplay ricorda molto quello visto già nell'episodio A Link to the Past, con la grafica a volo di uccello e tutta una serie di oggetti e armi selezionabili da un menu. Le musiche sono molto ricche in relazione ai limiti imposti dalla tecnologia offerta dal Game Boy. È presente una libreria dove sono riassunte tutte le informazioni base su come usare la spada e gli altri oggetti.
Ci sono alcune novità nel gioco:
- Il tasto con cui il giocatore comanda la spada non è fisso, ma può essere deciso dal giocatore stesso (questa caratteristica resterà solo negli episodi usciti per console portatili)
- La visuale varia in base a dove ci si trova: generalmente è "a volo d'uccello", ma alcune volte (come nei sotterranei o sott'acqua), la visuale diventa a scorrimento orizzontale. Elemento ripreso da Zelda II: The Adventure of Link .
- L'uso della musica (già presente in The Legend of Zelda con il flauto e in A Link to the Past usata come mezzo di trasporto) prende una piega diversa. Ci sono tre melodie che Link può suonare, e ognuna ha un effetto diverso. Questo concetto verrà vastamente ampliato negli episodi successivi, in cui la musica sarà una parte fondamentale.
- Per la prima volta Link può effettuare degli scambi di oggetti con vari personaggi dell'isola, in modo da portare a termine delle mini-subquest; oltretutto, in questo episodio di Zelda nasce anche il famoso gioco della pesca.

## Personaggi

### Marin
Una ragazza che abita al Villaggio Mabe con il padre Tarin. Soccorre Link e si affeziona a lui (e poi se ne innamora), soprattutto sapendo che viene dal mondo esterno. Il suo più grande desiderio è quello di diventare un gabbiano e volare per tutto il mare (cosa che accadrà, se si ottiene il 100%). Accompagna Link per un pezzo di strada e gli insegna la "Canzone del Pesce Vento", musica con cui Link lo sveglierà. Stando a Hyrule Hystoria, è la controparte onirica di Malon.

### Tarin
Padre di Marin, caratterizzato dai folti baffi e l'aspetto paffuto. È molto pigro e goloso di funghi, tanto che, mangiandone uno avvelenato, si trasforma in un procione. È molto protettivo nei confronti di sua figlia, tanto da interrompere due momenti belli tra Link e Marin. È la controparte onirica di Talon e, come il contadino, ricorda sotto diversi aspetti Mario.

### Gufo/Pesce Vento
Una enorme balena volante variopinta. Mentre dormiva, fu attaccato dagli Incubi, che iniziarono a corrompere l'isola creata dai suoi sogni. Rifugiatosi dentro un uovo, il Pesce Vento da forma alla sua coscienza, sotto le sembianze di un Gufo (richiamo a Kaepora Gaebora), che guiderà Link durante il suo viaggio.

### Incubo Mangia Sogni
Capo degli Incubi. Non ha una vera e propria forma, ma assume le sembianze di ciò che spaventa di più il suo avversario (nel caso di Link: Ganon, Aghanim e Vaati). Lo si trova nell'uovo del Pesce Vento, dove attacca Link con le sembianze dei nemici da lui affrontati e anche da quelli affrontati dai suoi antenati.

### Abitanti del Villaggio Mabe
Oltre a Tarin e Marin, al loro villaggio vivono anche la Signora MiaoMiao, una donna con la passione per i Categnacci, gli anziani Nonna e Nonno Ulrira, quest'ultimo aiuta Link con alcuni indizi, se viene chiamato al telefono, e i signori Papahl e Mamahl, genitori di quattro bambini.

### Bow-wow
Il Categnaccio della Signora MiaoMiao. Dopo il primo dungeon, viene rapito dai Moblin. Link lo salva e questi, per riconoscenza, gli dà una mano ad affrontare i mostri della palude, aprendo il varco del prossimo dungeon. Ha due bambini, un maschio e una femmina di nome YipYip molto viziata. 

### Abitanti del Villaggio degli Animali
Villaggio composto da animali parlanti o antropomorfi. Vi vivono i fratelli Sale e Schule Donavitch, due coccodrilli che fanno, rispettivamente, il venditore e il pittore, uno Zora amichevole, l'Orso Cuoco, il pigro Tricheco e la capra Christine, che messaggia lettere d'amore con Mr. Write.

### Manbo
Un pesce luna ballerino che insegna a Link il "Mambo di Manbo", che gli permette di teletrasportarsi nei dungeon e nell'isola.

### Wart
Il rovesciato re degli incubi e capo della truppa 8-bit a Subcon. Dopo essere stato sconfitto da Mario, Luigi, Peach e Toad, dopo gli eventi di Super Mario Bros. 2, Wart si rifugia a Koholint dove, sotto il falso nome di Mamu (il suo nome giapponese), diventa un celebre ed esoso cantante. Per il "modico" prezzo di 300 rupie, insegna a Link la "Canzone dell'Anima di Rana", con cui Link può resuscitare i morti. Dopo aver lasciato la sua tana, Mamu dirà di essere andato in tournée, in realtà diretto a Subcon per una rivincita, durante gli eventi di BS Super Mario Bros. USA.

### Mr. Write
Un uomo che ricalca molto il Dr. Wright di SimCity. Messaggia con Christine, la quale lo ha convinto che una foto della Principessa Peach fosse un suo ritratto.

### Allevatore di Coccò
Un uomo appassionato di Coccò. Il suo aspetto è molto simile a quello di Luigi.

### Principe Richard
Ragazzo che possiede un castello al centro dell'Isola e una villa invasa da rane. Ricorda molto il Principe di Sablé di Kaeru no tame ni kane wa naru, che condivide lo stesso motore grafico di Link's Awakening.

### Syrup
Una strega buona che dà a Link la polvere magica con cui riportare Tarin normale dalla forma procione, in cambio di un fungo.

### Tracy la Pazza
Allieva di Syrup, facendo verso a Maple o Irene. Vende a Link l'unguento magico (il sostitutivo delle fate nelle ampolle dei precedenti giochi). Ricompare anche in Captain★Rainbow come antagonista, dove rapisce Strutzi.

### Altri
Oltre a Tarin, l'Allevatore, Wart e il Categnaccio, compaiono molti altri nemici della serie di Mario: Goomba, Calamaki, Pesci Smack, Twomp, Fiammetti, Marghibruchi, Spettrini, Tipi Timidi, Boo e Piante Piranha. Compare anche un nemico che ritrae l'eroe di Dreamland: Anti-Kirby. Nonostante venga citata, questo è il primo gioco della serie a non avere la Principessa Zelda.

## Altre versioni

### The Legend of Zelda: Link's Awakening DX
Link's Awakening si tratta di uno dei giochi nati per Game Boy poi passati su Game Boy Color tramite la collana "DX" (Deluxe) che consiste nella ripubblicazione di alcuni giochi con l'aggiunta della gamma cromatica e qualche innovazione. In questo caso la versione DX contiene un dungeon segreto extra nel quale è possibile entrare spostando le lapidi del cimitero secondo un preciso ordine di colori scopribile in biblioteca e che una volta terminato permette di mettere le mani su una tunica speciale a scelta tra quella rossa e quella blu. La prima garantisce doppia potenza, la seconda doppia resistenza.
Durante la conferenza Nintendo dell'E3 2011 del 7 giugno è stata annunciata l'uscita del gioco nello stesso giorno in USA e l'8 giugno in Europa nel canale Nintendo eShop del Nintendo 3DS, nella sezione Virtual Console.

### La versione per Nintendo Switch
Durante il Nintendo direct del 13 febbraio 2019 è stato annunciato il remake del gioco per Nintendo Switch, uscito il 20 settembre dello stesso anno.

## Accoglienza
| Testata                            | Versione | Giudizio |
| ---------------------------------- | -------- | -------- |
| GameRankings (media al 09-12-2019) | -        | 91.23%   |
| GameRankings (media al 09-12-2019) | DX       | 90.39%   |
| Nintendo Power                     | -        | 4.18/5   |
| GameSpot                           | DX       | 8.7/10   |
| IGN                                | DX       | 10/10    |

The Legend of Zelda: Link's Awakening ha ricevuto numerosi riconoscimenti. La rivista Nintendo Power gli ha assegnato premi per la grafica, l'audio, la sfida, il controllo di gioco e lo ha classificato come il 56° miglior gioco Nintendo. IGN lo ha posizionato al 40° posto tra i migliori giochi di tutti i tempi secondo i lettori e al 78° posto secondo lo staff. Inoltre, Electronic Gaming Monthly lo ha insignito del premio come miglior gioco per Game Boy del 1993 per la versione originale e del premio della redazione per la versione DX.